# Distretto di Las Lomas
Il distretto di Las Lomas è uno dei nove distretti della provincia di Piura, in Perù. Si trova nella regione di Piura e si estende su una superficie di 522,47 chilometri quadrati.

Istituito il 3 aprile 1936, ha per capitale la città di Las Lomas; nel censimento 2005 contava 26.547 abitanti.